# Barbula enderesii
Barbula enderesii là một loài Rêu trong họ Pottiaceae. Loài này được Garov. mô tả khoa học đầu tiên năm 1840.